# Monte Batutara
El monte Batutara es un volcán ubicado en la pequeña isla aislada de Komba en el mar de Flores en Indonesia. La vegetación cubre los flancos de Batutara. La primera erupción histórica se produjo en 1852 con explosiones y coladas de lava.

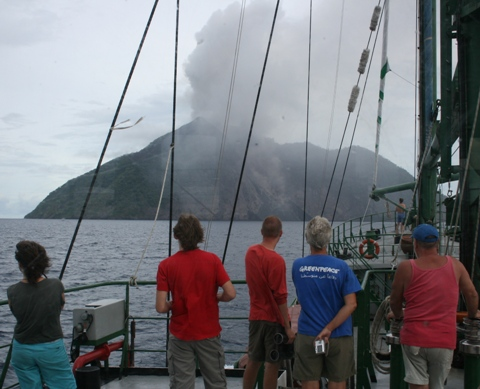
Erupción de Batutara, foto cortesía de Mike Mate